# Acrolophus maculisecta
Acrolophus maculisecta är en fjärilsart som beskrevs av August Busck 1914. Acrolophus maculisecta ingår i släktet Acrolophus och familjen Acrolophidae. Inga underarter finns listade i Catalogue of Life.